# 더 키친
《더 키친》(영어: The Kitchen)은 미국에서 제작된 앤드리아 벌로프 감독의 2019년 범죄 영화이다. 2015년 버티고 코믹스에서 발행된 올리 매스터스와 밍 도일의 동명 만화책이 원작이다. 멀리사 매카시, 티퍼니 해디시, 엘리자베스 모스가 1970년대 말 헬스키친 아일랜드계 범죄 집안 소속 남편들이 한꺼번에 감옥에 들어가면서 힘을 합쳐 조직을 접수하는 세 주인공을 연기하였다.

## 줄거리
1978년 헬스키친. 세 여성 캐시, 루비, 클레어는 전부 아일랜드계 범죄 가문 오캐럴가 일원과 결혼한 상태이다. 캐시의 남편 지미는 이 세계에서 뜨고 싶어하고, 루비의 남편 케빈은 오캐럴가를 이끄는 헬렌의 아들이고, 클레어의 남편 롭은 가정폭력범이다.
남편들이 FBI에 체포돼 3년형을 받은 뒤 케빈의 빈 자리를 차지한 잭 "리틀 재키" 퀸은 보호비를 지나치게 뜯어내 주민들 원성을 산다. 잭이 자신들에게 돈을 거의 배급하지 않자 세 여성은 자신들에게 대신 돈을 상납하도록 이웃들을 설득하고 편의를 효과적으로 봐주면서 존경을 얻는다.
행동 대원 게이브리얼이 잭을 암살하고 세 여성을 뒷받침하면서 세 여성은 실질적으로 조직을 이끌게 되는데...

## 출연
- 멀리사 매카시 - 캐시 브레넌 역
- 티퍼니 해디시 - 루비 오캐럴 역
- 엘리자베스 모스 - 클레어 월시 역
- 도널 글리슨 - 게이브리얼 오맬리 역
- 제임스 배지 데일 - 케빈 오캐럴 역
- 브라이언 다시 제임스 - 지미 브레넌 역
- 마고 마틴데일 - 헬렌 오캐럴 역
- 코먼 - 케리 실버스 역
- 빌 캠프 - 알폰소 코레티 역
- 제러미 보브 - 롭 월시 역
- 애너벨라 쇼라 - 마리아 코레티 역

## 반응

### 평가
버라이어티의 오언 글라이버먼은 《위도우즈》(2018)와 흡사하지만 완성도는 그에 미치지 못한다고 평하면서 각본을 비판하는 한편 멀리사 매카시의 연기를 칭찬하였다.